# Standweitsprung
Als Standweitsprung bezeichnet man Weitsprung ohne Anlauf, also aus dem Stand. Es gehört zu den Standsprungwettbewerben (wie Standhochsprung und Standdreisprung). Von 1900 bis 1912 gehörte Standweitsprung zu den olympischen Leichtathletikdisziplinen.

## Ablauf

Technik beim Standweitsprung

Der Standweitsprung wird auf einer Matte, in einer Sandgrube oder auf gewöhnlichem Boden ausgetragen. Der Springer stellt sich auf das Absprungbrett. Die Beine sind leicht gebeugt und mit beiden Armen wird Schwung geholt. Nun geht er mit einem geraden Rücken leicht in die Hocke und die Arme befinden sich hinter dem Körper. Das Gewicht wird auf die Fußballen verlagert und die Fersen berühren den Boden nicht. Der Springer springt mit beiden Beinen ab und reißt die Arme nach vorne bzw. oben. In der Luft werden häufig die Beine angehoben (kniend). Dann holt er oft noch den letzten Schwung, indem er die hochgehaltenen und gestreckten Arme zum Körper drückt. Der Springer landet mit beiden Beinen auf dem Boden. 
Diese Vorgänge gehen blitzartig. Je horizontaler der Sprung, desto weiter der Sprung. Anders als beim normalen Weitsprung sind die Arme am wichtigsten.

### Techniken und Übungen
Es gibt viele weitere Techniken. Weiter springt man, wenn man Gewichte in den Händen hält. Diese Gewichte sind z. B. faustgroße Steine oder Kunststoffteile mit Sandinhalt. Sie geben mehr Schwung. 
Optimaler Absprung wird durch Abspringen von den Ballen der Füße aus ermöglicht.
Beim Standweitsprung sind Po/Hüfte und Oberschenkel/Knie belastet. Zum Üben sind daher Sprungübungen (wie Seilspringen) und Kniebeugungen, aber auch Treppenlaufen ideal.

## Geschichte und Olympia
Bereits bei den Olympischen Spielen der Antike gab es Standweitsprung mit Gewichten. Dies war Teil des Pentathlon. Die Gewichte nannte man Halteres. Überliefert sind Weiten um die 15 Meter. Es erfolgten wahrscheinlich fünf Sprünge nacheinander.

Weltrekordhalter Ray Ewry bei den Olympischen Spielen 1900

Bei den Olympischen Spielen der Neuzeit wurde der Standweitsprung 1900 in Paris eingeführt. Damals gewann der US-Amerikaner Ray Ewry mit 3,21 m vor seinem Landsmann Irving Baxter mit 3,135 m. Bei den Olympischen Spielen 1904 stellte Ewry mit 3,47 m einen Weltrekord auf. Ewry gewann auch die Standweitsprungwettbewerbe bei den Olympischen Zwischenspielen 1906 in Athen und den  Olympischen Spielen 1908 in London. Den letzten olympischen Standweitsprung gewann Kostas Tsiklitiras (3,37 m) 1912 in Stockholm.
Der Olympiarekord von Raymond Ewry von 1904 ist bis heute ungebrochen, da Standweitsprung seit 1938 nicht mehr (professionell) ausgetragen wird. Ewry stellte noch einen Standweitsprung-Weltrekord auf: rückwärts mit 2,87 m. Den Weltrekord von 3,73 m sprang der US-amerikanische Footballspieler Byron Jones beim NFL Combine am 23. Februar 2015. Er verbesserte damit die fast 50 Jahre alte Bestweite des Norwegers Arne Tvervaag vom Sportklub Ringerike FIK. Dieser war am 11. November 1968 in Noresund 3,71 m weit gesprungen.

### Medaillengewinner der Olympischen Spiele
| Jahr | Goldmedaille             | Silbermedaille           | Bronzemedaille          |
| ---- | ------------------------ | ------------------------ | ----------------------- |
| 1900 | Ray Ewry (USA)           | Irving Baxter (USA)      | Émile Torcheboeuf (FRA) |
| 1904 | Ray Ewry (USA)           | Charles King (USA)       | John Biller (USA)       |
| 1906 | Ray Ewry (USA)           | Martin Sheridan (USA)    | Lawson Robertson (USA)  |
| 1908 | Ray Ewry (USA)           | Kostas Tsiklitiras (GRE) | Martin Sheridan (USA)   |
| 1912 | Kostas Tsiklitiras (GRE) | Platt Adams (USA)        | Ben Adams (USA)         |

## Standweitsprung heute

### Deutschland
Der Standweitsprung wird heute nur noch vom LSW Spezialsport Deutschland, einer Alternative zum DLV betrieben. Dort werden auch Deutsche Meisterschaften ausgerichtet. Sonst gibt es den Standweitsprung nur noch bei Jugendspielen oder anderen inoffiziellen Ereignissen. Zur Ausbildung als Polizist gibt es einen Sporttest, den sogenannten Physical Fitness Test, bei dem man beim Standweitsprung als Frau mindestens 1,57 m und als Mann mindestens 1,95 m erreichen muss. Der Standweitsprung ist eine Disziplin bei den Retrolympics, einer Veranstaltung des Vereins zur Förderung ehemaliger olympischer Sportarten e. V. in Birkenwerder, bei der sportliche Wettbewerbe in den ehemals olympischen Sportarten durchgeführt werden. Bis zum 31. Dezember 2012 konnte beim Deutschen Sportabzeichen in den Altersklassen bei Männern ab 50 Jahren und bei Frauen ab 45 Jahren der Hoch- oder Weitsprung durch Standweitsprung ersetzt werden. Seit dem 1. Januar 2013 steht Standweitsprung für alle Altersgruppen als alternative Disziplin zu Kugel- und Steinstoßen in der Gruppe Kraft zur Auswahl. Beim Mehrkampfabzeichen darf der Standweitsprung ab der Altersklasse M40/W40 als Ersatz für den Weitsprung absolviert werden. Dabei wird die  Weite verdoppelt und der Punktwert aus der Weitsprungtabelle entnommen.

### Schweiz
Beim Fitnesstest der Schweizer Armee, den jeder Stellungspflichtige (normalerweise im Alter von 19 Jahren) absolvieren muss, wird unter anderem auch Standweitsprung geprüft. Im Durchschnitt erreichten die männlichen Stellungspflichtigen des Jahres 2015 2,29 m (Absprung auf Hallenboden und Landung auf Matte).

## Weitere bekannte Standweitspringer
- Lewis Sheldon (USA)
- Martin Sheridan (USA)
- Lawson Robertson (USA)